# Куалком
Qualcomm Incorporated (/ˈkwɒlkɒm/, Куолком) е американска компания със седалище в Сан Диего, Калифорния, САЩ и регистрирана в Делауеър. Компанията разработва безпроводни свързочни средства и едночипови системи, софтуер и услуги, свързани с безжичните технологии. Тя притежава патенти, изключително важни за 5G и 4G, CDMA2000, TD-SCDMA и WCDMA стандартите за мобилни комуникации.
Компанията е основана през 1985 г. от Ървин Джейкъбс и шестима други съоснователи. Нейните ранни изследвания в областта на безжичната технология CDMA са финансирани чрез продажби на сателитна комуникационна система за търговски камиони, известна като Omnitracs. След нажежен дебат в безжичната индустрия, стандартът 2G е приет с патентите на Qualcomm. С течение на годините Qualcomm се разширява в продажбата на полупроводникови компоненти в предимно производствен модел без серийно производство. Разработва компоненти и софтуер за превозни средства, часовници, лаптопи, Wi-Fi, умни часовници и други устройства.

## История
Компанията е основана през 1985 г. от Ъруин Джейкъбс и Ендрю Витерби, първоначално ангажирани с изследвания и разработки по договор; името на компанията е съкращение от на английски: Quality Communications, „качествени комуникации“. Първият продукт е системата за сателитна комуникация OmniTRACS, представена през 1988 г., насочена към транспортните компании; тя позволява на шофьорите на камиони да обменят съобщения с диспечерите, както и да проследяват местоположението чрез GPS системата. До края на 1991 г. OmniTRACS работи в Съединените щати, Канада, Европа, Бразилия и Япония, като я използват около 50 000 камиона.
През 1989 г. компанията предлага новия стандарт за клетъчна връзка CDMA; тестовете показват, че той превъзхожда по своите възможности съществуващата тогава аналогова връзка и цифровия стандарт TDMA, разработен от Ericsson. През декември 1991 г. Qualcomm става публична на фондовата борса Nasdaq, набирайки 53 милиона щ.д., за да започне изграждането на мрежа от CDMA базови станции. В допълнение към клетъчните комуникации, компанията по това време извършва разработки в областта на телевизията с висока разделителна способност, мрежово оборудване, модеми, схеми за интеграция на много високо ниво (VLSI), а също така работи по класифицирани проекти в областта на комуникациите за правителството на САЩ. Също през 1991 г. започва проектът за сателитни комуникации Globalstar (с Loral Corporation) и са закупени правата върху Eudora Mail (имейл клиент). През 1995 г. Qualcomm Personal Electronics създава съвместно предприятие със Sony за разработване и производство на мобилни телефони. В края на 1995 г. първите CDMA мрежи започват работа и са подписани лицензионни споразумения с повечето телекомуникационни оператори и производители на мобилни телефони в Съединените щати и няколко други страни, въпреки че GSM стандартът продължава да доминира в Европа и Китай. През март 1999 г. е постигнато споразумение между Qualcomm и Ericsson за създаване на нов стандарт, съвместим както с CDMA, така и с GSM. Въпреки това, през ноември 1998 г. Qualcomm започва разработването на 3G стандарта; използването му започва през януари 2002 г.
Също през 2000 г. бизнесът с мобилни телефони е продаден на японската компания Kyocera. Компанията се фокусира върху разработването и лицензирането на безжични комуникационни технологии, както и производството на ASIC, които прилагат тези технологии. През 2001 г. започва разработването на платформата за приложения за мобилни телефони Binary Runtime Environment for Wireless (BREW).
През 2005 г. генерален директор става Пол Джейкъбс (Paul E. Jacobs), син на Ървин Джейкъбс. През същата година започва да работи услугата за предаване на видеопрограми към мобилни телефони MediaFLO, но тя е прекратена през 2010 г., без да придобие популярност. През 2006 г. Qualcomm придобива Flarion Technologies, компания, специализирана в OFDM комуникации. Също през 2006 г. Qualcomm започва разработването на SoC за мобилни телефони чрез придобиването на лиценз за ARM архитектура. Представен през 2007 г., Snapdragon е първият 1 GHz процесор за мобилни телефони.
През 2011 г. Qualcomm придобива Atheros Communications за 3,1 млрд. щ.д.
През 2016 г. Антимонополният комитет на Южна Корея глобява Qualcomm с 853 млн. щ.д. заради нарушаване на антимонополното законодателство и злоупотреба със собственото положение за водене на нечестна търговия. Qualcomm също е обвинен, че принуждава свои клиенти да подписват споразумения за лицензиране на патенти, когато продават чипове, въпреки че Qualcomm не притежава пряко патентите за тези чипове. През 2009 г. антитръстовият регулатор на Южна Корея глобява Qualcomm за използване на дискриминационни такси (207 милиона щ.д. по курса за 2009 г.). През 2015 г. Qualcomm е глобена с 975 милиона щ.д. в Китай.
През декември 2016 г. Qualcomm демонстрира първия в света процесор Centriq 2400, използващ 10nm FinFET технология и предназначен за използване в центрове за обработка на данни и облачни платформи.
На 10 ноември 2017 г. Qualcomm Datacenter Technologies (QDT) обявява търговския старт на доставките на сървърни процесори Centriq 2400, базирани на 64-битови изчислителни ядра Falkor с поддръжка на ARMv8 инструкции. Цената на чипа е 1995 щ.д.
На 13 май 2018 г. старшият вицепрезидент на компанията Ананд Чандрасехер подава оставка. Компанията отказва да коментира причините за напускането на Чандрасехер.
На 14 юни 2018 г. ръководителят на QDT Криштиану Амон обявява преструктурирането на подразделението – 280 специалисти са съкратени. Въпреки това Qualcomm не изоставя по-нататъшното развитие на сървърните процесори.
На 14 януари 2021 г. Qualcomm купува за 1,4 млрд. щ.д. стартъпа Nuvia, който разработва ARM-процесори за центрове за обработка на данни. Компанията Nuvia е основана от бивши менажери на компанията Apple, които са ръководили разработването на мобилните процесори от серията Apple Ax.

## Собственици и ръководство
Акциите на компанията се котират на борсата Nasdaq. На институционални инвестори към началото на 2024 г. принадлежат 72% от акциите, като най-големи притежатели са The Vanguard Group (9,92 %), BlackRock (7,69 %), State Street Global Advisors (4,16 %), T. Rowe Price (2,10 %), Geode Capital Management (1,98 %), Morgan Stanley (1,86 %).
- Марк Маклафлин (Mark D. Mclaughlin) е председател на съвета на директорите от 2019 г. Преди това оглавява компанията Palo Alto Networks и е председател на Консултативния комитет по телекомуникации за национална сигурност (NSTAC). Завършил е Уест Пойнт и Юридическия колеж на Университета в Сиатъл[22][23].
- Криштиану Амон (Cristiano R. Amon, род. през 1970 г. в Бразилия) е президент от 2018 г., главен изпълнителен директор (CEO) от 2021 г., в компанията е от 1995 г.

## Дейност
Основният бизнес на Qualcomm е разработката и продажбата на чипове за смартфони и друга електроника. Едночиповита системиа от семейството Snapdragon заемат 65% от световния пазар на чипове за устройства с Android, като основният конкурент на този пазар е тайванската компания MediaTek; Apple използва собствени централни процесори в смартфоните iPhone, но 5G модемът и някои други елементи са продукти на Qualcomm. Qualcomm е компания без фабрики и само избрани видове RF модули се произвеждат в нейните собствени производствени съоръжения. Основните изпълнители за производството на чипове са GlobalFoundries, Samsung Electronics, Semiconductor Manufacturing International Corporation и Taiwan Semiconductor Manufacturing Company, производството се извършва в Азиатско-тихоокеанския регион.
Клиентите на компанията включват производители на електроника, като най-големият дял от приходите идва от КНР (62% през финансова 2022/23 година), следвана от Виетнам (13%), Южна Корея (9%) и САЩ (4%). Основни клиенти са Apple и Samsung.
Централата и основният център за изследване и развитие се намират в Сан Диего (Калифорния), собствените производствени мощности са разположени в Германия, Сингапур и Китай.
Поделения към 2023 г.:
- Qualcomm CDMA Technologies – разработване и продажба на интегрални схеми за мобилни телефони, потребителска, автомобилна и индустриална електроника; 85% от приходите;
- Qualcomm Technology Licensing – лицензиране на интелектуалната собственост на компанията, включително патенти в областта на радиокомуникациите (клетъчна комуникация, Wi-Fi, Bluetooth и други стандарти), безжично зареждане, геолокация, както и аудио и кодеци, интерфейси за памет и кабелна комуникация, протоколи за излъчване и стрийминг; 15% от приходите;
- Qualcomm Strategic Initiatives – инвестиции чрез дъщерната компания Qualcomm Ventures;
- Друга дейност – разработка по поръчка на Правителството на САЩ.

През 2023 г. Qualcomm е класирана на 180-то място в списъка на най-големите публични компании в света Forbes Global 2000.

### Процесорите Qualcomm
През 2005 г., след като придобива лиценз от ARM за своето процесорно ядро Cortex A8, Qualcomm разработва свой собствен микропроцесор за мобилни телефони, базиран на ядрото Scorpion Чипът поддържа напълно набора от инструкции ARMv7, използван в Cortex A8, но е модифициран в сравнение с базовото ARM ядро. Scorpion работи на по-висока честота, 1 GHz, и консумира наполовина по-малко електроенергия. Процесорът е произведен по 65 nm технология.
Qualcomm SoC, започвайки с MSM7200, имат интегриран графичен чип Imageon от AMD, който става Adreno. Те също имат 2D/3D ускорител, базиран на OpenGL ES и DirectX Mobile библиотеки, и осигуряват хардуерна обработка на до 4 милиона полигона в секунда и до 133 милиона пиксела в секунда, поддръжка за камери до 10 мегапиксела, хардуерно кодиране и декодиране на MPEG4 и H.264 кодеци. Графичното ядро поддържа антиалиасиране на текстури AA, NURBS, изобразяване на полигони, шейдъри на върхове и пиксели, динамично осветление, изрязване, картографиране на текстури, и работи на 900 MHz.
На 20 януари 2021 г. компанията обявява процесора Snapdragon 870 5G, предназначен за използване във водещи смартфони на достъпна цена. Новият чип е опростена версия на процесора Snapdragon 888.

### Програмно осигуряване Qualcomm
QPST (Qualcomm Product Support Tool), QXDM (Qualcomm eXtensible Diagnostic Monitor) е официално безплатно програмно осигуряване за програмиране (QPST) и диагностика (QXDM) на оборудване на базата на процесорите Qualcomm.

## Интерферометричен модулатор
IMOD е технология за формиране на цветно изображение, разработена от компанията Qualcomm, в основата на която лежи методът на интерференция на светлинните вълни.